# Fernando Francisco
Fernando Francisco (ur. 10 maja 1960 w Lengue do Galo) – angolański duchowny katolicki, biskup pomocniczy Luandy od 2022.

## Życiorys

### Prezbiterat
Święcenia kapłańskie otrzymał 15 sierpnia 1992 i został inkardynowany do diecezji Novo Redondo (późniejszej diecezji Sumbe). Był m.in. ekonomem diecezjalnym, wykładowcą i prefektem studiów w luandzkim seminarium oraz wikariuszem generalnym diecezji.

### Episkopat
28 października 2021 papież Franciszek mianował go biskupem pomocniczym archidiecezji luandzkiej ze stolicą tytularną Medianas Zabuniorum. Sakry udzielił mu 30 stycznia 2022 arcybiskup Zacarias Kamwenho.